# 펩시 블루
펩시 블루(Pepsi Blue)는 펩시콜라에서 2002년 중반에 만든 탄산음료이다. 이 아이디어는 한 직원의 아들이 생각해냈다. 펩시 블루의 맛은 인공적인 과일 맛이 나고, 보통의 콜라보다 훨씬 달다. 파파 로치를 출연시킨 광고와 같이 다량의 홍보를 했지만, 대한민국 에서도 2003년 3월에 판매되었다가 판매중단 되었다. 판매율은 저조했다. 2004년에 미국에서는 이 음료의 판매를 중지했지만, 멕시코와 코스타리카 등의 국가에서는 아직 팔고 있다.